# Manon Landowski
Manon Landowski (* 1964) ist eine französische Singer-Songwriterin,
Komponistin und Schauspielerin. Sie schrieb und komponierte das Musical Le Manège.

## Leben
Manon Landowski ist die Tochter des Komponisten Marcel Landowski und die Enkelin des Bildhauers Paul Landowski. Ihr Urgroßvater Edward, später Édouard Landowski wurde 1839 in Wilna geboren. Er kam zum Studium nach Paris und starb 1882 in Algerien. Ihre Mutter Jacqueline Potier-Landowski war eine bekannte Pianistin. Ihr Bruder Marc Landowski ist Architekt und ihre Schwester Anne Chiffert, bis 2015 Generalinspekteurin und Direktorin für Musik- und Tanz im Ministerium für Kultur.
Manon Landowski wuchs in Boulogne-Billancourt auf und begann als Siebenjährige Klavier zu spielen. Im Alter von 13 Jahren ging sie an das Pariser Konservatorium und studierte klassischen Tanz. Mit einem ersten Preis wechselte die 16-Jährige an die Pariser Oper. Ein Jahr später besuchte Landowski die literarische Vorbereitungsklassen für die Grandes écoles. Gleichzeitig nahm sie Schauspielunterricht bei Jean Périmony.
In der Folge sang Landowski im Vorprogramm von Cora Vaucaire, Léo Ferré und später von Juliette Gréco. Danach gab sie Konzerte auf Bühnen in Paris, Hauts-de-Seine und verschiedenen Regionen von Frankreich. Es folgten Auftritte in Musicals. In L’Air de Paris war sie die Partnerin des Tänzers Patrick Dupond, der nach einem schweren Unfall sein Comeback erlebte.
Landowskis Musical Le Manège entstand 1997 an der Opéra-Comique in Paris und begeisterte Pierre Cardin. Er holte es an sein Theater Espace Cardin und brachte es im Mai 2000 nach Los Angeles, wo die Aufführung in einer Inszenierung von Daniel Mesguich ein großer Erfolg wurde. Ebenfalls von Mesguich inszeniert wurde das Musiktheaterstück Mademoiselle Faust, das Landowski mit Xavier Maurel schrieb. I do ? I do ? wurde 2002 und 2003 für den Molière – Bestes Musical nominiert.
Landowski sang und spielte 2006 in D’amour et d’Offenbach, einer französischen Adaption des Musicals The Game of Love, geschrieben von Tom Jones nach Schnitzlers Anatol mit der Musik von Jacques Offenbach. Weitere erfolgreiche Auftritte hatte sie von 2010 bis 2012 in Brel ou l’impossible rêve, einer Hommage an Jacques Brel und seinen „unmöglichen Traum“.
In dem Film Doux amer (Bitter und süß) war Landowski Interpretin des Titelsongs. In der zweiten Staffel der französischen Castingshow Star Academy von TF1 assistierte Landowski dem künstlerischen Leiter Matthieu Gonet und studierte als Korrepetitorin mit den Kandidaten ihre Stücke ein. Siegerin der Staffel wurde Nolwenn Leroy.
Landowski ist seit 2007 Professorin für Liedinterpretation in der Abteilung für darstellende Künste am Konservatorium des 9. Pariser Arrondissements.

## Auszeichnungen und Nominierungen
- 1980: Erster Preis des Conservatoire national Supérieur de danse de Paris
- 1990: Preis der SACEM
- 1991: Großer Preis der Académie Charles Cros für das Album Sur l'instant
- 1994: Nominierung für den Molière (Bestes Musical) für Les innocentines
- 2002: Nominierung für den Molière (Bestes Musical) für I do ? I do ?
- 2003: Nominierung für den Molière (Bestes Musical) für I do ? I do ?

## Musicals und Opern
- 1991: L'as-tu revu ? von Olivier Benezech
- 1992: PhiPhi von Olivier Benezech
- 1993: Les Innocentines von René de Obaldia
- 1997: Le Manège de Glace von Daniel Mesguich
- 1998: Là-Haut von David Gilmore
- 2000: Le Manège von Daniel Mesguich
- 2000/2001: L'air de Paris von Thierry Harcourt
- 2001/2002: I do ! I do ! von Jean-Luc Tardieu
- 2004: Mademoiselle Faust von Daniel Mesguich
- 2006: D'amour et d'Offenbach von Jean-Luc Revol
- 2010–2012: Brel ou l'impossible rêve von André Nermann
- 2011: Fantasmes de Demoiselles von Pierre Jacquemont
- 2011: Les Innocentines de René von Obaldia
- 2014: Fleur au fusil
- 2013–2018:Parade Fauve. Chansons de la Grande Guerre

## Diskografie
Alben:
- 1987: Manon Landowski
- 1990: Sur l'instant
- 1994: Overground n'existe pas

Singles, Platte:n
- 1989: Au Loin De Toi / Un Et Deux
- 1990: On aurait du se dire/Le petit humain
- 1990: Un et deux / Au loin de toi
- 1993: Choisis-Moi
- 1994: Overground n'existe pas

Mitwirkung:
- 1996: Montana, in: Rencontres... Les Voix Neuves de la Chanson Française
- 1996: Album Marins d'eau douce. Les chansons du canotage 1840-1940
- 1998: Album des Musicals Le manège

## Filmografie
- 1987: Doux amer (Bitter und süß) (Interpretin des Titelsongs)
- 2002: “Star Academy”, zweite Staffel der Casting-Show (Korrepetitorin)
- 2014: Fleur au fusil (Schauspielerin und Sängerin; unveröffentlichte Aufnahme der BNF)